# Radiation Protection Dosimetry
Radiation Protection Dosimetry (deutsch etwa Dosimetrie im Strahlenschutz) ist eine naturwissenschaftliche Fachzeitschrift, die sich mit allen Fragen der Messung und Berechnung der Strahlendosis durch ionisierende und nichtionisierende Strahlung beschäftigt, darunter Messungen in der Umwelt und an Personen. Ein besonderer Schwerpunkt liegt auf den Grundlagen der Dosimetrie wie der Definition der dosimetrischen Größen. Sie wird vom Verlag Oxford University Press herausgegeben. Ihr Impact-Faktor betrug 2024 0,8. Chefredakteur ist der Schwede Magnus Båth, der Professor für Medizinphysik an der Universität Göteborg und der Sahlgrenska-Universitätsklinik ist. Die Zeitschrift wurde von Tom F. Johns vom UK Atomic Energy Establishment Anfang 1981 im Verlag Nuclear Technology Publishing gegründet, der dann die ersten zwölf Jahre deren Chefredakteur war.
In Radiation Protection Dosimetry sind unter anderem die folgenden bedeutenden wissenschaftlichen Veröffentlichungen erschienen:
- M.-D. Dorrian, M. R. Bailey: Particle-size distributions of radioactive aerosols measured in workplaces. Radiation Protection Dosimetry 60 (1995), S. 119–133. doi:10.1093/oxfordjournals.rpd.a031892. Diese Übersichtsarbeit zur Größenverteilung radioaktiver Schwebstoffe an verschiedenen Arbeitsplätzen floss in Empfehlungen zur Berechnung der Dosis nach einer Inkorporation radioaktiver Stoffe durch die Internationale Strahlenschutzkommission ein.[5]

- Mark S. Akselrod, V. S. Kortov, D. J. Kravetsky, V. I. Gottlib: Highly Sensitive Thermoluminescent Anion-Defect Alpha-Al2O3:C Single Crystal Detectors. Radiation Protection Dosimetry 33 (1990), S. 119–122, doi:10.1093/rpd/33.1-4.119. In dieser Veröffentlichung, die mehr als 300-mal zitiert wurde, wurde ein neues Detektormaterial für Thermolumineszenz-Dosimeter vorgestellt.

- M. Pelliccioni: Overview of fluence-to-effective dose and fluence-to ambient dose equivalent conversion coefficients for high energy radiation calculated using the FLUKA code. Radiation Protection Dosimetry 88 (2000), S. 279–297. doi:10.1093/oxfordjournals.rpd.a033046. In dieser Veröffentlichung, die mehr als 270-mal zitiert wurde, wurden wichtige Grundlagen für die Berechnung und Messung der effektiven Dosis bei Exposition durch besonders hochenergetische Teilchen zusammengefasst.